# 黄金の子牛の礼拝
『黄金の子牛の礼拝』（おうごんのこうしのれいはい、伊: L'Adorazione del Vitello d'oro）は、フランスバロック期の画家で主にイタリアで活動したニコラ・プッサンが1633年から1634年に制作した絵画である。油彩。主題は『旧約聖書』「出エジプト記」32章で語られている預言者モーゼが唯一神から十戒の記された石板を授かった後の物語（黄金の子牛）から取られている。ローマの重要なパトロンのカッシアーノ・ダル・ポッツォの従兄弟、アメデオ・ダル・ポッツォ（Amedeo Dal Pozzo）から、対作品『紅海の横断』とともに発注された。現在はロンドンのナショナル・ギャラリーに所蔵されている。

## 主題

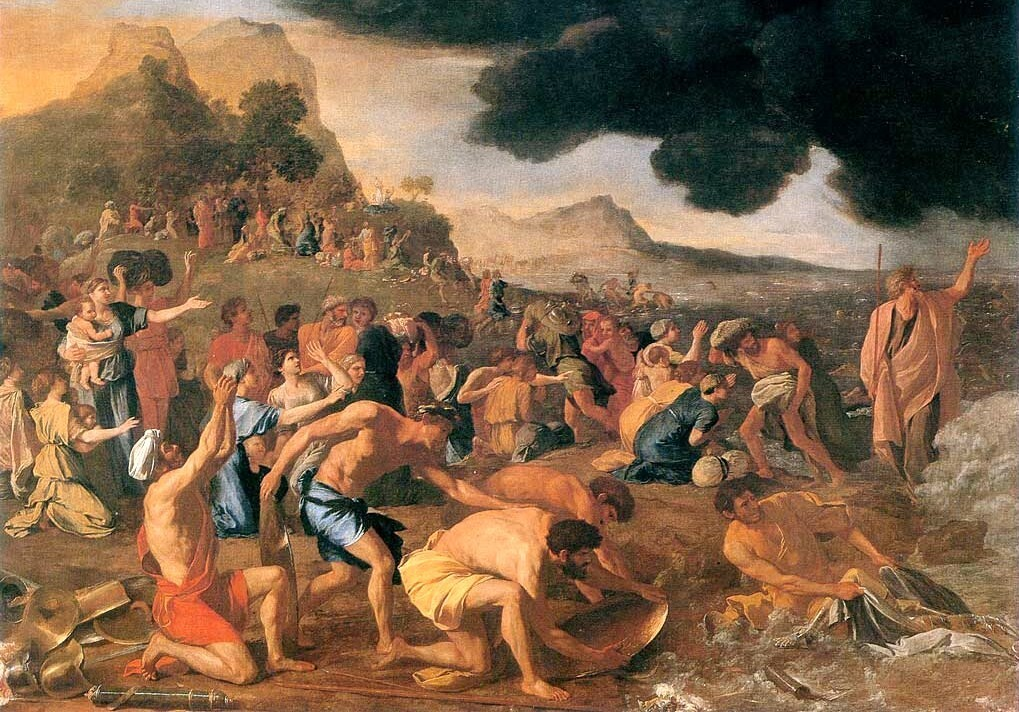
対作品『紅海の横断』。メルボルン、ビクトリア国立美術館所蔵。

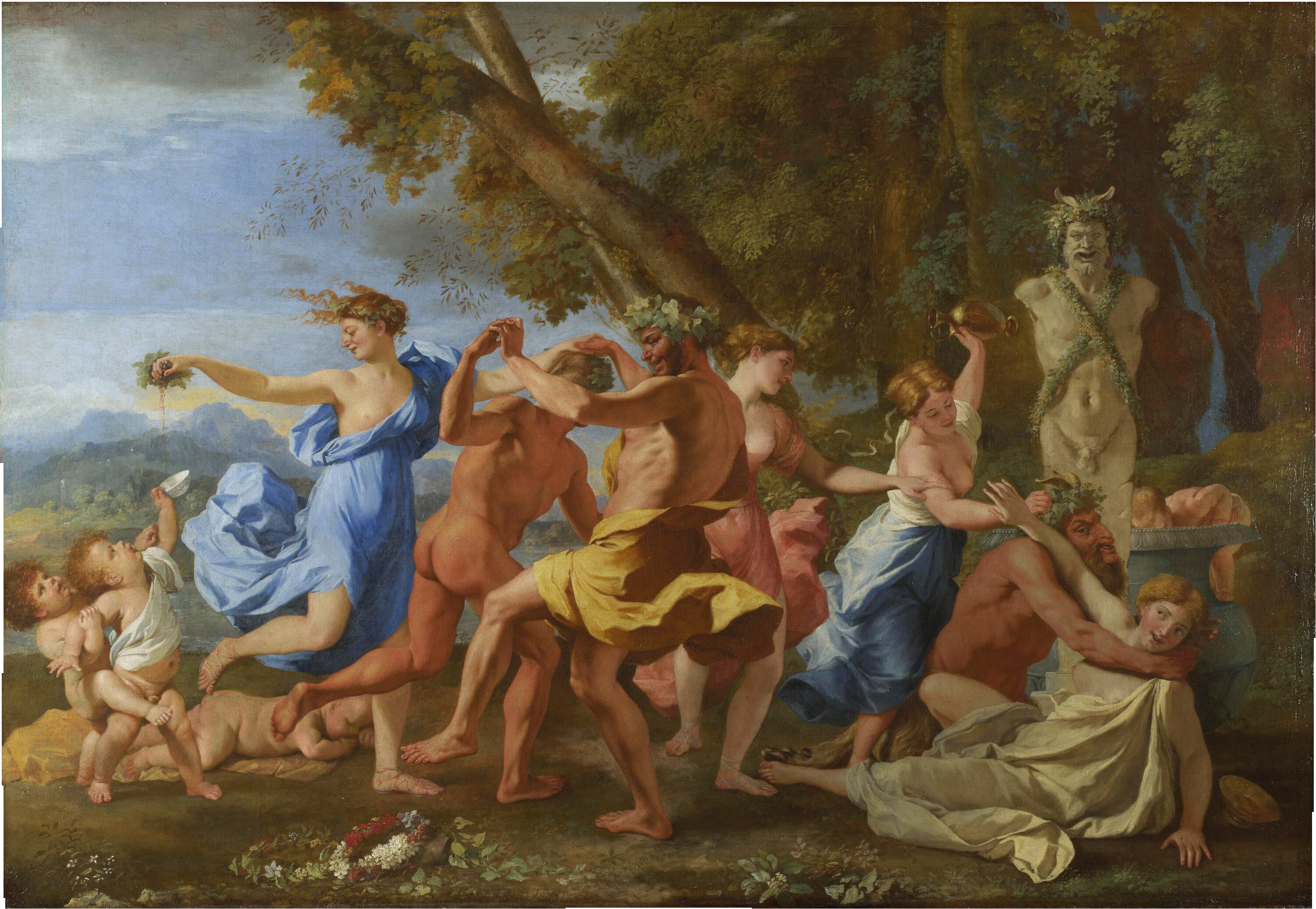
1632年から1633年頃の絵画『境界標の前のバッカナーレ』。プッサンはパンの神像の前で踊るバッカスの信者たちを反転して本作品に用いている。ナショナル・ギャラリー所蔵。

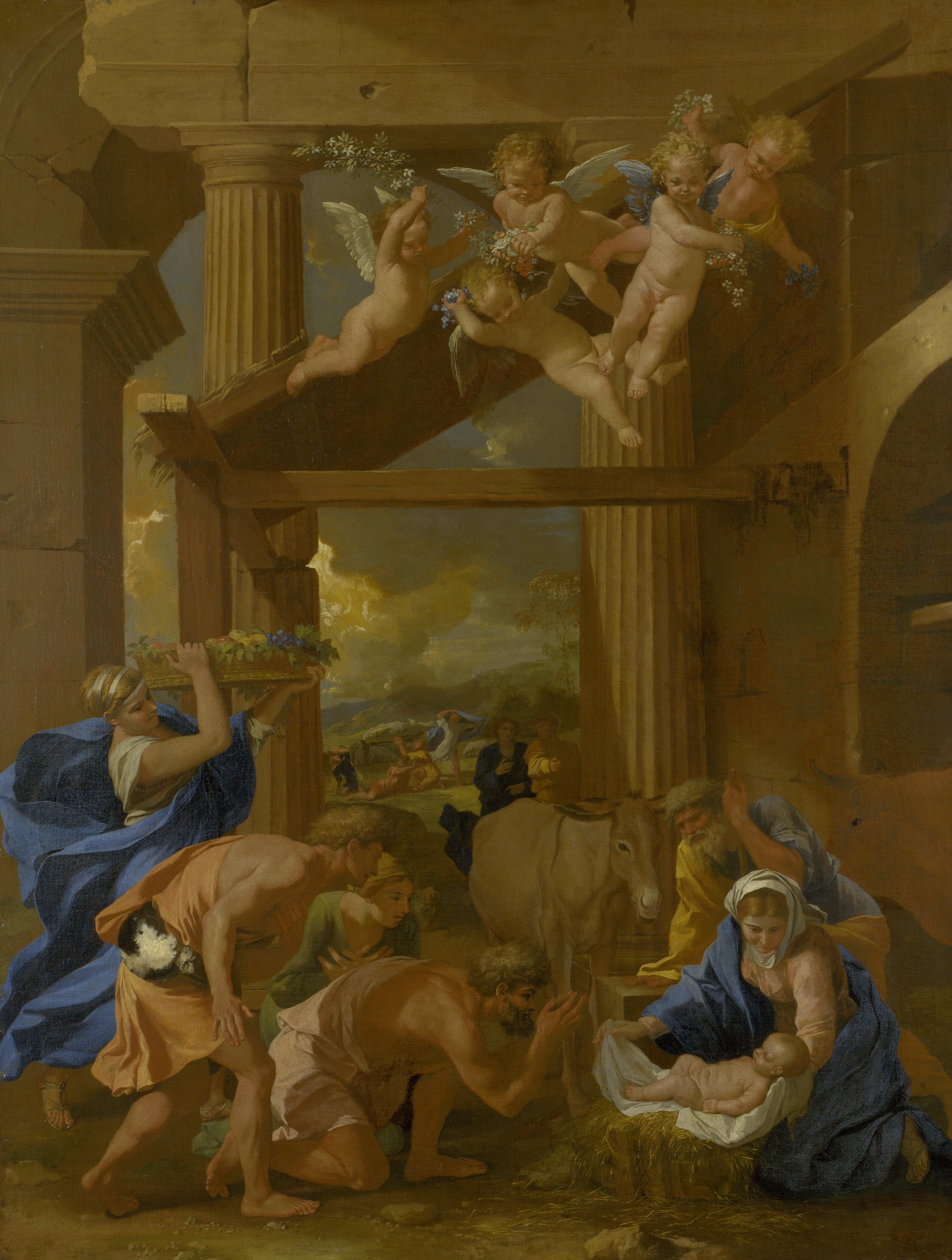
同じくプッサンの1633年頃の絵画『羊飼いの礼拝』。ナショナル・ギャラリー所蔵。

エジプトを脱出したモーゼがシナイ山の山頂で唯一神から十戒の石板を授かっている頃、彼が率いてきた民はモーゼの帰りが遅いのを見て不安に駆られた。彼らはモーゼの兄アロンのところに集まり、信仰のよりどころとなる神像を造ることを求めた。そこでアロンは彼らから金品を集めて溶かし、鋳型に流し込んで黄金の子牛像を作ったのち、祭壇に置いて、燔祭および酬恩祭を執り行った。彼らは宴を催し、踊り明かした。シナイ山から戻ってきたモーゼはその光景を見て憤慨した。彼はシナイ山の山頂で民を滅ぼさんとする神の怒りをなだめてきたばかりであった。怒ったモーゼは十戒の石板を叩き壊し、さらに黄金の子牛を打ち壊した。モーゼは神に民が犯した罪の許しを乞ったが、神は民を撃った。

## 制作背景
プッサンのパトロンであったカッシアーノ・ダル・ポッツォの従兄弟アメデオは、予言者モーゼに関する連作をプッサンとピエトロ・ダ・コルトーナに発注した。この注文によってプッサンは『黄金の子牛の礼拝』および『紅海の横断』を制作し、コルトーナは『マナの収集』（The Manna Collection）と『聖所の幕屋の建設』（The construction of the tabernacle）を制作した（ただし多忙であったコルトーナは後者を弟子のジョヴァンニ・フランチェスコ・ロマネッリに任せた）。

## 作品
プッサンは祭壇に置かれた黄金の子牛の周囲で飲み食いをし、熱狂的に踊る人々を描いている。黄金の子牛と祭壇は花で飾られている。子牛の崇拝者たちは手をつないで踊り、白いローブをまとったアロンの姿は彼らの中にあって人々を扇動している。それに対してシナイ山から降りてきたモーゼは画面左の背景に小さく描かれており、2つある十戒の石板のうち1つを地面に叩きつけて壊し、さらに2つ目の石板をも壊そうとしている。中景から遠景にいる人々の何人かはモーゼの行為に衝撃を受けている。また画面右側の背景に建っているテントは彼らが旅の果てにこの地にやってきたことを示している。
ローマのドメニキーノのもとで学んだプッサンは、1631年にドメニキーノがナポリに去るとルネサンス期のヴェネツィア派の画家ジョヴァンニ・ベッリーニやティツィアーノ・ヴェチェッリオへの傾倒を強めた。この1630年代のプッサンの作品は色彩が豊かになる。謎めいた『アルカディアの牧人たち』（Et in Arcadia ego）、リシュリュー枢機卿のために制作されたバッカスの対作品、あるいは本作品はそうした傑作の1つである。プッサンは『パンの像の前でのバッカス祭』（Bacchanal before a Statue of Pan）の踊る人々を本作品で反転して利用している。この人々はプッサンの古典古代への関心を示しており、黄金の子牛を崇拝する人々の筋肉質の体格や配置に古代の彫刻や壺絵の影響が見て取れる。またフィリップ・ハレの版画との関連性も指摘されている。対作品『紅海横断』ではアロンのポーズが対比的に描かれている。

## 来歴
1685年にシュヴァリエ・ド・ロレーヌ（Chevalier de Lorraine）によって購入された対作品は、1710年にベニーニュ・ド・ラゴワ・ド・ブルトンヴィエ（Bénigne de Ragois de Bretonvillers）によって購入された。その後、1741年に初代フォークストーン子爵ジェイコブ・ブーヴェリー卿はサミュエル（Samuel）という男から購入した。彼の息子ウィリアム・ブーヴェリーは初代ラドナー伯爵となり、ラドナー伯爵家は代々対作品を所有した。1945年、ナショナル・ギャラリーはアート・ファンドから50パーセントの寄付を受け、伯爵家から10,000ポンドで本作品を購入した。
絵画は過去に損傷を受けている。2011年7月17日、57歳のフランス人男性が『黄金の子牛の礼拝』および同じくプッサンの『羊飼いの礼拝』（Adoration of the Shepherds）に赤ペンキのスプレーを吹きつけた。男性の逮捕後、絵画の保全が行われた。現在は同じ場所で展示されている。

## ギャラリー
ナショナル・ギャラリーには他に以下のようなプッサンの絵画が所蔵されている。

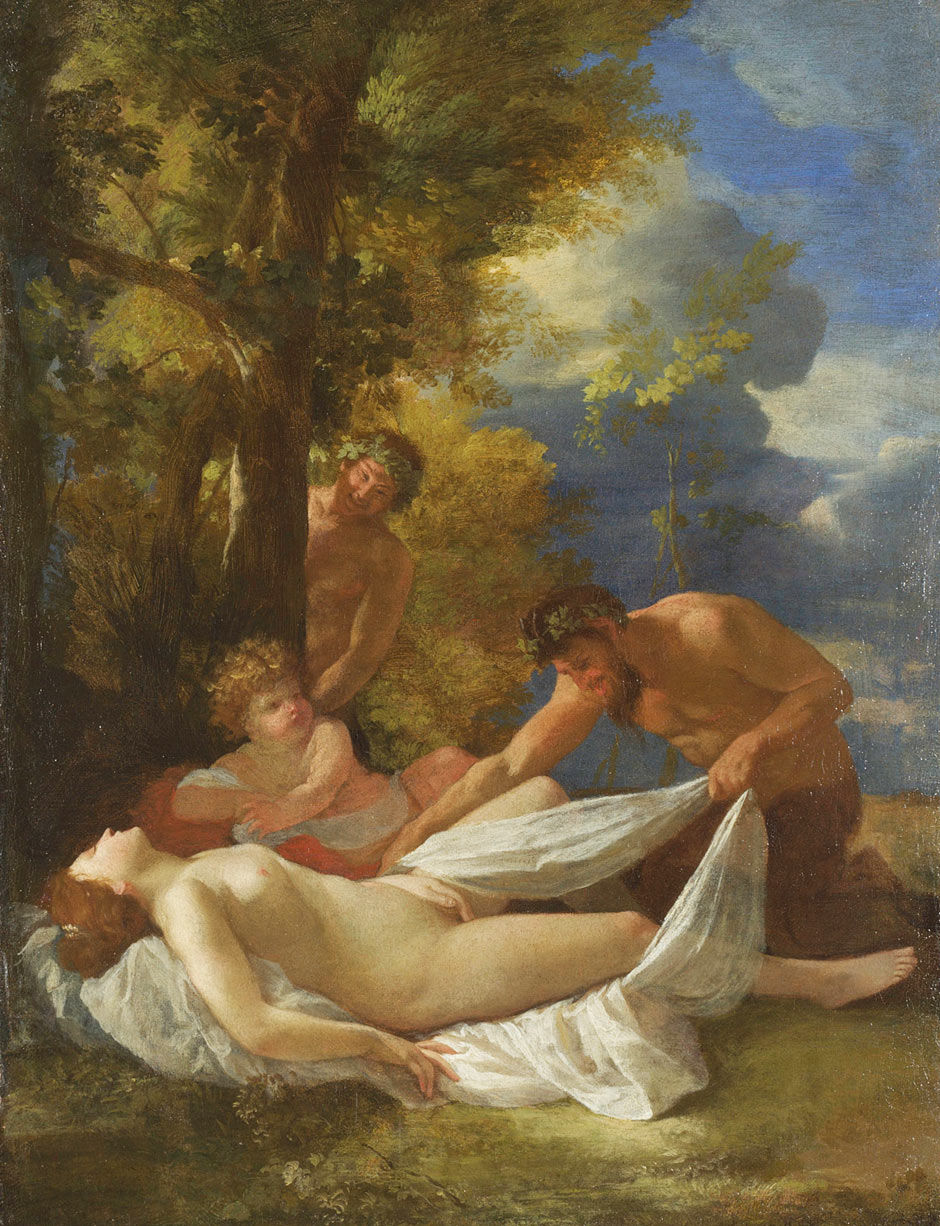
『ニンフとサテュロス』 1627年頃
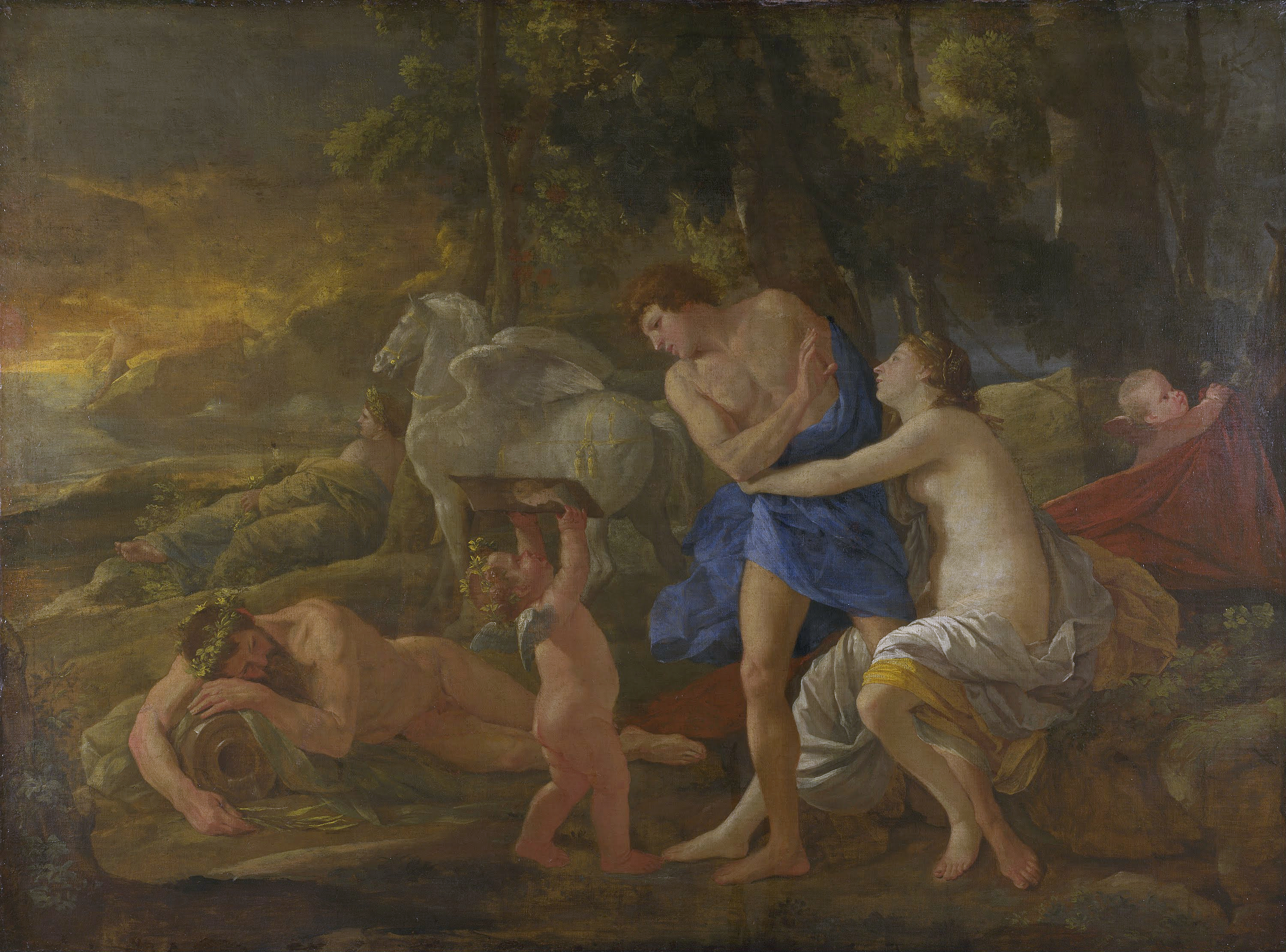
『ケパロスとアウローラ』 1631年頃
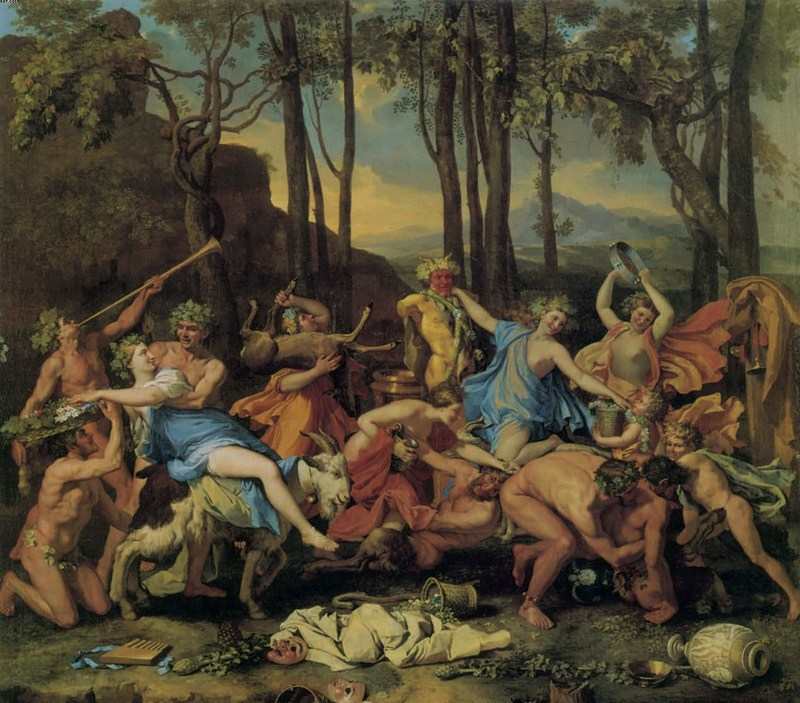
『パンの勝利』1636年頃